# Gaylussacia amazonica
Gaylussacia amazonica là một loài thực vật có hoa trong họ Thạch nam. Loài này được Huber mô tả khoa học đầu tiên năm 1909.